# Camp de concentration de Jastrebarsko
Le camp de concentration de Jastrebarsko était un camp de concentration dirigé par les oustachis pendant la Seconde Guerre mondiale en Croatie.

## Historique
Avant d'être reconnu comme camp de concentration, Jastrebarsko, dès 1939 est un lieu d'internement, sous autorité allemande. 
Le camp a été créé le 12 juillet 1942 à la suite de la décision du président de l'État indépendant de Croatie Ante Pavelić, allié des nazis.
Le camp comprenanit plusieurs bâtiments, un château transformé en orphelinat avant guerre ainsi qu'une ancienne caserne de l'armée italienne.
Les prisonniers du camp sont exclusivement des enfants âgés d'un mois à quatorze ans[source insuffisante].
Le camp est resté en activité pendant deux mois, du 12 juillet 1942 au 26 août 1942.
On estime à environ 3 336 le nombre d'enfants internés dans le camp. Il s'agit principalement de Serbes dont plus de 2 000 de Kozara et de Kordun qui étaient précédemment internés au camp d'extermination de Stara Gradiška.
La majorité des enfants sont malades, ils souffrent de dysenterie, typhoïde, scorbut, pneumonie, diphtérie. Le taux de mortalité élevé dans le camp était le résultat d'une combinaison de ces maladies chez certains prisonniers.
Plusieurs centaines d'enfants sont morts dans le camp. Un fossoyeur local payé « à la pièce », Ilovara Francis, y enterre 468 enfants dans une période de six semaines. Environ 1 300 prisonniers transitent par le camp avant d'être transportés au camp Jasenovac. 
Le camp était en partie administré par des religieuses catholiques de la Congrégation des Sœurs de Saint-Vincent de Paul.
Le 26 août 1942, les partisans yougoslaves libèrent 700 enfants du camp.